# Dystrophaeus viaemalae
 Dystrophaeus viaemalae (gr. “mala juntura del mal camino”) es la única especie conocida del género extinto  Dystrophaeus    de dinosaurio saurópodo diplodócido, que vivió a finales del período Jurásico, en el Kimmeridgiense, hace aproximadamente entre 154 a 150 millones de años, en lo que es hoy Norteamérica.  Se estima que llegó a medir 16 metros de largo aproximadamente y su masa estimada es de 12 toneladas.

## Descubrimiento e investigación
Encontrado en Utah, en la Formación de Morrison, en los Estados Unidos. La especie tipo, D. viaemalae, fue descrita por Edward Drinker Cope en 1877 e incluye un esqueleto parcial. Cope explica que la superficie de las articulaciones del miembro son más gruesas que las epífisis en Mammalia. El nombre del género expresa este carácter. Las superficies de los extremos de los huesos de los miembros fueron cubiertos por cartílago e indican el animal crecía continuamente durante su vida entera. El nombre del género significa "articulación gruesa" de griego dys , "malo", y stropheus , "articulación", una referencia a las superficies de las articulaciones sin hueso sirviendo como una base para el cartílago. El nombre específico se lee como Latín viae malae, "del mal camino", una referencia a las diversas rutas arduas tomadas para encontrar, alcanzar y salvar los restos. Consiste en un esqueleto parcial, el holotipo USNM 2364, que incluye un cúbito de 76 centímetros de largo , una escápula, radio, y algunos metacarpos descubiertos en agosto de 1859 por John Strong Newberry . Se encontró en lo que posiblemente sea la zona estratigráfica 1 de Morrison, aunque también se ha sugerido que sea más antiguo entre el Oxfordiano o Calloviano. Dystrophaeus representa uno de los descubrimientos más antiguos de saurópodos en América, antes, en 1855, se habían encontrado algunos dientes de Astrodon.

## Clasificación
La clasificación de Dystrophaeus ha sido bastante confusa. Cope en 1877 simplemente concluyó que era algún dinosaurio triásico. Henri-Émile Sauvage en 1882 entendió que era un saurópodo, asignándolo a los Atlantosauridae. Sin embargo, Othniel Charles Marsh, en 1895 declaró que pertenecía a Stegosauridae . Friedrich von Huene, el primero en determinar que era de edad Jurásica, en 1904 creó una familia especial para ella, la Dystrophaeidae ya que supuso que eran terópodos herbívoros. Sólo en 1908 von Huene se dio cuenta de su error y lo clasificó en el saurópodo Cetiosauridae refinando esto en 1927 a los Cardiodontinae. Alfred Romer lo colocó en 1966 en Brachiosauridae , en una subfamilia Cetiosaurinae. Finalmente, un análisis moderno por David Gillette concluyó que era un miembro de Diplodocidae. Sin embargo, muchos investigadores consideran que el taxón es un nomen dubium. En 2015, Emanuel Tschopp, Octavio Mateus y Roger BJ Benson llevaron a cabo un análisis filogenético de Diplodocoidea resultando Dystrophaeus como Dicraeosauridae basal, cerca de otros dos géneros de América del Norte de esta familia, Suuwassea y Dyslocosaurus.

### Filogenia
|  | Suuwassea emilieae     |
|  |                        |
|  | Dystrophaeus viaemalae |
|  |                        |

|  | Brachytrachelopan mesai                                                          |
|  |                                                                                  |
|  | \| \| Amargasaurus cazaui \| \| \| \| \| \| Dicraeosaurus hansemanni \| \| \| \| |
|  |                                                                                  |
|  | Amargasaurus cazaui                                                              |
|  |                                                                                  |
|  | Dicraeosaurus hansemanni                                                         |
|  |                                                                                  |

|  | Amargasaurus cazaui      |
|  |                          |
|  | Dicraeosaurus hansemanni |
|  |                          |

|  | Suuwassea emilieae     |
|  |                        |
|  | Dystrophaeus viaemalae |
|  |                        |

|  | Brachytrachelopan mesai                                                          |
|  |                                                                                  |
|  | \| \| Amargasaurus cazaui \| \| \| \| \| \| Dicraeosaurus hansemanni \| \| \| \| |
|  |                                                                                  |
|  | Amargasaurus cazaui                                                              |
|  |                                                                                  |
|  | Dicraeosaurus hansemanni                                                         |
|  |                                                                                  |

|  | Amargasaurus cazaui      |
|  |                          |
|  | Dicraeosaurus hansemanni |
|  |                          |

|  | Suuwassea emilieae     |
|  |                        |
|  | Dystrophaeus viaemalae |
|  |                        |

|  | Brachytrachelopan mesai                                                          |
|  |                                                                                  |
|  | \| \| Amargasaurus cazaui \| \| \| \| \| \| Dicraeosaurus hansemanni \| \| \| \| |
|  |                                                                                  |
|  | Amargasaurus cazaui                                                              |
|  |                                                                                  |
|  | Dicraeosaurus hansemanni                                                         |
|  |                                                                                  |

|  | Amargasaurus cazaui      |
|  |                          |
|  | Dicraeosaurus hansemanni |
|  |                          |

|  | Suuwassea emilieae     |
|  |                        |
|  | Dystrophaeus viaemalae |
|  |                        |

|  | Brachytrachelopan mesai                                                          |
|  |                                                                                  |
|  | \| \| Amargasaurus cazaui \| \| \| \| \| \| Dicraeosaurus hansemanni \| \| \| \| |
|  |                                                                                  |
|  | Amargasaurus cazaui                                                              |
|  |                                                                                  |
|  | Dicraeosaurus hansemanni                                                         |
|  |                                                                                  |

|  | Amargasaurus cazaui      |
|  |                          |
|  | Dicraeosaurus hansemanni |
|  |                          |